# Präsidentschaftswahl in Litauen 2004
Die Präsidentschaftswahl in Litauen 2004 fand in zwei Wahlgängen am 13. Juni und am 27. Juni statt. Parallel zur Präsidentschaftswahl fand die Europawahl statt. Sie wurde nach der Amtsenthebung von Präsident Rolandas Paksas abgehalten, der im Januar 2003 gewählt worden war. Sieger wurde der parteilose Valdas Adamkus, der sich mit 52,6 % der Stimmen gegen Kazimira Prunskienė durchsetzte.

## Hintergrund
Rolandas Paksas wurde angeklagt, weil er angeblich geheimes Material durchsickern ließ und dem russischen Unternehmer Juri Borissowitsch Milner im Gegenzug für finanzielle Unterstützung die Staatsbürgerschaft gewährte. Das litauische Verfassungsgericht entschied, dass Paksas nicht zur Wiederwahl als Präsident antreten kann. Im Einklang mit der Verfassung wurde der Parlamentspräsident Artūras Paulauskas bis zu Neuwahlen zum amtierenden Präsidenten ernannt.

## Kandidaten
- Valdas Adamkus (parteilos, Präsident Litauens von 1998 bis 2003)
- Kazimira Prunskienė (LVLS)
- Vilija Blinkevičiūtė (Naujoji sąjunga (socialliberalai))
- Petras Auštrevičius (parteilos)
- Česlovas Juršėnas (LSDP)

## Wahlergebnis
| Kandidaten                                                       | Kandidaten           | Parteien                                      | 1. Wahlgang | 1. Wahlgang | 2. Wahlgang | 2. Wahlgang |
| Kandidaten                                                       | Kandidaten           | Parteien                                      | Stimmen     | %           | Stimmen     | %           |
| ---------------------------------------------------------------- | -------------------- | --------------------------------------------- | ----------- | ----------- | ----------- | ----------- |
|                                                                  | Valdas Adamkus       | Parteilos                                     | 387.837     | 31,1        | 723.891     | 52,6        |
|                                                                  | Kazimira Prunskienė  | Lietuvos valstiečių liaudininkų sąjunga (LDP) | 264.681     | 21,3        | 651.024     | 47,4        |
|                                                                  | Petras Auštrevičius  | Parteilos (LiCS – TS-LK – LKD – DP)           | 240.413     | 19,3        |             |             |
|                                                                  | Vilija Blinkevičiūtė | Naujoji sąjunga (socialliberalai)             | 204.819     | 16,4        |             |             |
|                                                                  | Česlovas Juršėnas    | Lietuvos socialdemokratų partija              | 147.610     | 11,9        |             |             |
| Gesamt                                                           | Gesamt               | Gesamt                                        | 1.245.360   | 100         | 1.374.915   | 100         |
|                                                                  |                      |                                               |             |             |             |             |
| Ungültige Stimmen                                                | Ungültige Stimmen    | Ungültige Stimmen                             | 39.707      | 3,1         | 20.188      | 1,4         |
| Wähler                                                           | Wähler               | Wähler                                        | 1.285.067   | 48,4        | 1.395.103   | 52,5        |
| Wahlberechtigte                                                  | Wahlberechtigte      | Wahlberechtigte                               | 2.655.309   |             | 2.659.211   |             |
|                                                                  |                      |                                               |             |             |             |             |
| Quellen: Vyriausioji Rinkimų Komisija, 1. Wahlgang – 2. Wahlgang |                      |                                               |             |             |             |             |